# 第32回スーパーボウル
第32回スーパーボウル（だい32かいスーパーボウル、Super Bowl XXXII）は1998年1月25日にカリフォルニア州サンディエゴのクアルコム・スタジアムで行われた32回目のスーパーボウル。AFCチャンピオンであるデンバー・ブロンコスとNFCチャンピオンであるグリーンベイ・パッカーズの対戦。ブロンコスがパッカーズを31-24で破って、5度目の出場でチーム創設以来初めてのスーパーボウル制覇を果たした。MVPはブロンコスのランニングバックであるテレル・デービスが受賞した。ブロンコスの勝利で第19回スーパーボウルから続いていたスーパーボウルでのNFCチームの連勝は、13連勝で止まった。ワイルドカードからプレーオフを勝ち上がったチームがスーパーボウルを制覇したのは2度目のことであった。また、ブロンコスのQBエルウェイはQBの当たり年として知られた83年ドラフトの1巡目指名のQB（83年組）であり、83年組が10回目の挑戦で初めてスーパーボウルに勝利したことが話題となった。
テレビ中継はNBCが担当した。

## 背景
1993年10月26日にシカゴで行われたオーナー会議でサンディエゴでの開催が決まった。サンディエゴで開催される大会は第22回スーパーボウル以来10年ぶり2度目のことであった。

### グリーンベイ・パッカーズ
パッカーズは、13勝3敗の成績でNFC中地区優勝、2年連続スーパーボウル出場を果たした。オフェンスは得点でリーグ2位、獲得ヤードでリーグ4位、ディフェンスは失点でリーグ5位、喪失ヤードで7位の成績を残した。
ブレット・ファーヴはパス513回中304回成功、3,867ヤードを獲得、35タッチダウン、16インターセプト、ランでもチーム2位の187ヤードを走り、史上初の3回目のMVPに選ばれた選手となった（この年はデトロイト・ライオンズのバリー・サンダースとともに同時表彰。）。WRアントニオ・フリーマンがチームトップの81回のレシーブで1,243ヤードを獲得、12タッチダウンをあげた。WRロバート・ブルックスがディープスリートとして60回のレシーブで1,010ヤードを獲得、7タッチダウンをあげた。TEマーク・チュムラは38回のレシーブで417ヤードを獲得、6タッチダウン、プロボウルに選ばれた。RBドーシー・レーベンスは1,435ヤードを走り7タッチダウン、53回のレシーブで373ヤードを獲得、プロボウルに選ばれた。FBウィリアム・ヘンダーソンは113ヤードを走るとともに、41回のレシーブで367ヤード、1タッチダウンをあげた。スペシャルチームではビル・シュローダーが33回のパントリターンで342ヤード、24回のキックオフリターンで562ヤードを獲得した。
ディフェンスラインではベテランのレジー・ホワイトがチームトップの11サックをあげた。ラインバッカーでは、サンタナ・ドットソンが37タックル、5.5サックをあげた。ディフェンスバックでは、リロイ・バトラーがチームトップの5インターセプトに加えて70タックルをあげた。Sユージン・ロビンソンはチームトップの74タックルに加えて2.5サック、2ファンブルリカバー、1インターセプトを記録した。CBマイク・プライアーが4インターセプト、新人のダレン・シャーパーは2インターセプトし、いずれもリターンタッチダウンをあげた。

### デンバー・ブロンコス
ブロンコスは、第12回スーパーボウル、第21回スーパーボウル、第22回スーパーボウル、第24回スーパーボウルとこれまでスーパーボウルに4回出場したがいずれも敗れた。しかも彼らは大差で敗れており、4試合の得失点は、50得点に対して163失点であった。過去3回のスーパーボウルの先発QBはジョン・エルウェイで彼は4年間で3回AFCチャンピオンシップゲームで勝利、スーパーボウルに出場した。彼は1991年にもAFCチャンピオンシップゲームにチームを導いたが、バッファロー・ビルズに7-10で敗れ第26回スーパーボウル出場は果たせなかった。
1995年、マイク・シャナハンがヘッドコーチに就任した。シャナハンは、ダン・リーブスの下で攻撃コーディネーターを務めていたが1991年に解雇され、1992年から1994年まではサンフランシスコ・フォーティナイナーズの攻撃コーディネーターとして第29回スーパーボウル優勝を味わった。彼の在任中、ナイナーズのオフェンスは毎年獲得ヤードでリーグ1位であった。1995年のドラフト6巡でテレル・デービスを獲得、彼はチームのラン攻撃再建のキーパーソンとなった。彼は1年目に1,117ヤードを獲得、この年チームは8勝8敗であった。
1996年、オフェンスはリーグトップの5,791ヤードを獲得、AFCトップの13勝3敗の成績をあげたが、プレーオフでチーム創設2年目のジャクソンビル・ジャガーズに27-30で敗れた。
1997年もオフェンスはリーグトップの5,872ヤードを獲得、リーグトップの472得点をあげた。12勝4敗で13勝3敗をあげたカンザスシティ・チーフスに次いでAFC西地区2位でシーズンを終えた。
テレル・デービスは、1,750ヤードを走り、15タッチダウン、42回のレシーブで287ヤードを獲得した。37歳のエルウェイは、3,635ヤードを獲得、27タッチダウン、11インターセプトの成績でプロボウルに選ばれた。TEシャノン・シャープが72回のレシーブで1,107ヤード、ドラフト外入団で過去2年間に22回のレシーブ、389ヤード、3タッチダウンであったWRロッド・スミスが70回のレシーブで1,180ヤード、12タッチダウンと活躍した。1994年にシャナハンの下でナイナースでプレーしたWRエド・マカフリーが45回のレシーブで590ヤード、8タッチダウンをあげた。オフェンスラインには、7度目のプロボウルに選ばれたLTゲイリー・ジマーマン、Cトム・ネイレンもプロボウルに選ばれた。
ディフェンスラインには、元カンザスシティ・チーフスのニール・スミスが28タックル、6.5サックをあげた。DEアルフレッド・ウィリアムズも36タックル、8.5サック、ラインバッカーには、55タックル、2サックをあげたビル・ロマノウスキー、4サック及びチームトップの97タックルをあげたジョン・モブリー、ディフェンスバックにはチームトップの4インターセプトをあげたタイロン・ブラックストン、53タックル、1サック、2ファンブルフォース、2インターセプトをあげたスティーブ・アトウォーター、50タックル、2サック、4ファンブルリカバー、4インターセプトをあげたダリエン・ゴードンの存在があった。

### プレーオフ
ブロンコスは、ジャクソンビル・ジャガーズに42-17、カンザスシティ・チーフスに14-10、ピッツバーグ・スティーラーズに24-21で勝利し、スーパーボウル出場を決めた。
パッカーズは、タンパベイ・バッカニアーズに21-7、サンフランシスコ・フォーティナイナーズに23-10で勝利し、スーパーボウル出場を決めた。

### 試合前の話題
前年の第31回スーパーボウルでニューイングランド・ペイトリオッツを35-21で破ったディフェンディングチャンピオンのパッカーズが13勝3敗、プレーオフでも楽勝していたことから、12勝4敗でプレーオフでも接戦を演じたブロンコスより11.5点有利と予想された。
各選手はスーパーボウルのロゴが縫い付けられたユニフォームでプレーした。ロゴ入りのユニフォームで選手がプレーしたのは第25回スーパーボウルに続いて2度目のことであった。

## 放送とエンターテインメント
NBCが全米中継を行い、実況をディック・エンバーグ、解説をフィル・シムズ、ポール・マグワイアが担当した。
日本ではNHK-BS（実況：近藤冨士雄、解説：大社充）の他に、日本テレビが4年ぶりに中継を行った（実況：増田隆生、解説：後藤完夫、ゲスト：掛布雅之）。
ハーフタイムショーには、ボーイズIIメン、スモーキー・ロビンソン、テンプテーションズ、フォー・トップスが出演した。

## 試合経過
| \| 開始 \| 開始 \| 開始 \| ボール保持 \| ドライブ \| ドライブ \| TOP \| 結果 \| 得点内容 \| 得点内容 \| 得点内容 \| 得点 \| 得点 \| \| Q \| 時間 \| 地点 \| ボール保持 \| P \| yd \| TOP \| 結果 \| yd \| 得点者 \| PAT \| パッカーズ \| ブロンコス \| \| ------------------------------------------------------------------------------------------------------------------------------- \| ------------------------------------------------------------------------------------------------------------------------------- \| ------------------------------------------------------------------------------------------------------------------------------- \| ------------------------------------------------------------------------------------------------------------------------------- \| ------------------------------------------------------------------------------------------------------------------------------- \| ------------------------------------------------------------------------------------------------------------------------------- \| ------------------------------------------------------------------------------------------------------------------------------- \| ------------------------------------------------------------------------------------------------------------------------------- \| ------------------------------------------------------------------------------------------------------------------------------- \| ------------------------------------------------------------------------------------------------------------------------------- \| ------------------------------------------------------------------------------------------------------------------------------- \| ---------- \| ---------- \| \| 1 \| 15:00 \| 自陣24 \| パッカーズ \| 8 \| 76 \| 4:02 \| タッチダウン（パス） \| 22 \| ファーヴ→Freeman \| キック成功 \| 7 \| 0 \| \| 1 \| 10:58 \| 自陣42 \| ブロンコス \| 10 \| 58 \| 5:19 \| タッチダウン（ラン） \| 1 \| デービス \| キック成功 \| 7 \| 7 \| \| 1 \| 5:39 \| 自陣22 \| パッカーズ \| 2 \| 5 \| 0:50 \| インターセプト \| — \| — \| — \| — \| — \| \| 1-2 \| 4:49 \| 敵陣45 \| ブロンコス \| 8 \| 45 \| 5:54 \| タッチダウン（ラン） \| 1 \| エルウェイ \| キック成功 \| 7 \| 14 \| \| 2 \| 14:55 \| 自陣29 \| パッカーズ \| 3 \| 5 \| 1:32 \| ファンブルロスト \| — \| — \| — \| — \| — \| \| 2 \| 13:23 \| 敵陣33 \| ブロンコス \| 3 \| 0 \| 1:02 \| フィールドゴール成功 \| 51 \| Elam \| — \| 7 \| 17 \| \| 2 \| 12:21 \| 自陣22 \| パッカーズ \| 3 \| 8 \| 2:12 \| パント \| — \| — \| — \| — \| — \| \| 2 \| 10:09 \| 自陣39 \| ブロンコス \| 3 \| 9 \| 2:31 \| パント \| — \| — \| — \| — \| — \| \| 2 \| 7:38 \| 自陣5 \| パッカーズ \| 17 \| 95 \| 7:26 \| タッチダウン（パス） \| 6 \| ファーヴ→Chmura \| キック成功 \| 14 \| 17 \| \| 2 \| 0:12 \| 自陣41 \| ブロンコス \| 1 \| -1 \| 0:12 \| 前半終了 \| — \| — \| — \| — \| — \| \| 前半終了 \| \| \| \| \| \| \| \| \| \| \| \| \| \| 3 \| 15:00 \| 自陣23 \| ブロンコス \| 1 \| \| 0:19 \| ファンブルロスト \| — \| — \| — \| — \| — \| \| 3 \| 14:41 \| 敵陣26 \| パッカーズ \| 6 \| 17 \| 2:42 \| フィールドゴール成功 \| 27 \| Longwell \| — \| 17 \| 17 \| \| 3 \| 11:59 \| 自陣28 \| ブロンコス \| 3 \| 8 \| 1:40 \| パント \| — \| — \| — \| — \| — \| \| 3 \| 10:19 \| 自陣26 \| パッカーズ \| 6 \| 10 \| 2:33 \| パント \| — \| — \| — \| — \| — \| \| 3 \| 7:46 \| 自陣8 \| ブロンコス \| 13 \| 92 \| 7:12 \| タッチダウン（ラン） \| 1 \| Davis \| キック成功 \| 17 \| 24 \| \| 3 \| 0:34 \| \| パッカーズ \| \| \| 0:12 \| ファンブルロスト \| — \| — \| — \| — \| — \| \| 3 \| 0:22 \| 敵陣22 \| ブロンコス \| 1 \| \| 0:11 \| インターセプト \| — \| — \| — \| — \| — \| \| 3-4 \| 0:11 \| 自陣15 \| パッカーズ \| 4 \| 85 \| 1:39 \| タッチダウン（パス） \| 13 \| ファーヴ→Freeman \| キック成功 \| 24 \| 24 \| \| 4 \| 13:32 \| 自陣22 \| ブロンコス \| 3 \| -3 \| 2:09 \| パント \| — \| — \| — \| — \| — \| \| 4 \| 11:23 \| 自陣48 \| パッカーズ \| 4 \| 13 \| 1:12 \| パント \| — \| — \| — \| — \| — \| \| 4 \| 10:11 \| 自陣18 \| ブロンコス \| 9 \| 43 \| 4:46 \| パント \| — \| — \| — \| — \| — \| \| 4 \| 5:25 \| 自陣11 \| パッカーズ \| 3 \| -1 \| 1:58 \| パント \| — \| — \| — \| — \| — \| \| 4 \| 3:27 \| 敵陣49 \| ブロンコス \| 5 \| 49 \| 1:42 \| タッチダウン（ラン） \| 1 \| デービス \| キック成功 \| 24 \| 31 \| \| 4 \| 1:45 \| 自陣30 \| パッカーズ \| 7 \| 39 \| 1:17 \| 第4ダウン失敗 \| — \| — \| — \| — \| — \| \| 4 \| 0:28 \| 自陣31 \| ブロンコス \| 1 \| -1 \| 0:28 \| 試合終了 \| — \| — \| — \| — \| — \| \| P=プレー数、TOP=タイム・オブ・ポゼッション、PAT=ポイント・アフター・タッチダウン。 アメリカンフットボールの用語集 (en) も参照。 \| P=プレー数、TOP=タイム・オブ・ポゼッション、PAT=ポイント・アフター・タッチダウン。 アメリカンフットボールの用語集 (en) も参照。 \| P=プレー数、TOP=タイム・オブ・ポゼッション、PAT=ポイント・アフター・タッチダウン。 アメリカンフットボールの用語集 (en) も参照。 \| P=プレー数、TOP=タイム・オブ・ポゼッション、PAT=ポイント・アフター・タッチダウン。 アメリカンフットボールの用語集 (en) も参照。 \| P=プレー数、TOP=タイム・オブ・ポゼッション、PAT=ポイント・アフター・タッチダウン。 アメリカンフットボールの用語集 (en) も参照。 \| P=プレー数、TOP=タイム・オブ・ポゼッション、PAT=ポイント・アフター・タッチダウン。 アメリカンフットボールの用語集 (en) も参照。 \| P=プレー数、TOP=タイム・オブ・ポゼッション、PAT=ポイント・アフター・タッチダウン。 アメリカンフットボールの用語集 (en) も参照。 \| P=プレー数、TOP=タイム・オブ・ポゼッション、PAT=ポイント・アフター・タッチダウン。 アメリカンフットボールの用語集 (en) も参照。 \| P=プレー数、TOP=タイム・オブ・ポゼッション、PAT=ポイント・アフター・タッチダウン。 アメリカンフットボールの用語集 (en) も参照。 \| P=プレー数、TOP=タイム・オブ・ポゼッション、PAT=ポイント・アフター・タッチダウン。 アメリカンフットボールの用語集 (en) も参照。 \| P=プレー数、TOP=タイム・オブ・ポゼッション、PAT=ポイント・アフター・タッチダウン。 アメリカンフットボールの用語集 (en) も参照。 \| 24 \| 31 \| | | | | | | | | | | |            |            |
| 開始 | 開始 | 開始 | ボール保持 | ドライブ | ドライブ | TOP | 結果 | 得点内容 | 得点内容 | 得点内容 | 得点       | 得点       |
| Q | 時間 | 地点 | ボール保持 | P | yd | TOP | 結果 | yd | 得点者 | PAT | パッカーズ | ブロンコス |
| 1 | 15:00 | 自陣24 | パッカーズ | 8 | 76 | 4:02 | タッチダウン（パス） | 22 | ファーヴ→Freeman | キック成功 | 7          | 0          |
| 1 | 10:58 | 自陣42 | ブロンコス | 10 | 58 | 5:19 | タッチダウン（ラン） | 1 | デービス | キック成功 | 7          | 7          |
| 1 | 5:39 | 自陣22 | パッカーズ | 2 | 5 | 0:50 | インターセプト | — | — | — | —          | —          |
| 1-2 | 4:49 | 敵陣45 | ブロンコス | 8 | 45 | 5:54 | タッチダウン（ラン） | 1 | エルウェイ | キック成功 | 7          | 14         |
| 2 | 14:55 | 自陣29 | パッカーズ | 3 | 5 | 1:32 | ファンブルロスト | — | — | — | —          | —          |
| 2 | 13:23 | 敵陣33 | ブロンコス | 3 | 0 | 1:02 | フィールドゴール成功 | 51 | Elam | — | 7          | 17         |
| 2 | 12:21 | 自陣22 | パッカーズ | 3 | 8 | 2:12 | パント | — | — | — | —          | —          |
| 2 | 10:09 | 自陣39 | ブロンコス | 3 | 9 | 2:31 | パント | — | — | — | —          | —          |
| 2 | 7:38 | 自陣5 | パッカーズ | 17 | 95 | 7:26 | タッチダウン（パス） | 6 | ファーヴ→Chmura | キック成功 | 14         | 17         |
| 2 | 0:12 | 自陣41 | ブロンコス | 1 | -1 | 0:12 | 前半終了 | — | — | — | —          | —          |
| 前半終了 | | | | | | | | | | |            |            |
| 3 | 15:00 | 自陣23 | ブロンコス | 1 | | 0:19 | ファンブルロスト | — | — | — | —          | —          |
| 3 | 14:41 | 敵陣26 | パッカーズ | 6 | 17 | 2:42 | フィールドゴール成功 | 27 | Longwell | — | 17         | 17         |
| 3 | 11:59 | 自陣28 | ブロンコス | 3 | 8 | 1:40 | パント | — | — | — | —          | —          |
| 3 | 10:19 | 自陣26 | パッカーズ | 6 | 10 | 2:33 | パント | — | — | — | —          | —          |
| 3 | 7:46 | 自陣8 | ブロンコス | 13 | 92 | 7:12 | タッチダウン（ラン） | 1 | Davis | キック成功 | 17         | 24         |
| 3 | 0:34 | | パッカーズ | | | 0:12 | ファンブルロスト | — | — | — | —          | —          |
| 3 | 0:22 | 敵陣22 | ブロンコス | 1 | | 0:11 | インターセプト | — | — | — | —          | —          |
| 3-4 | 0:11 | 自陣15 | パッカーズ | 4 | 85 | 1:39 | タッチダウン（パス） | 13 | ファーヴ→Freeman | キック成功 | 24         | 24         |
| 4 | 13:32 | 自陣22 | ブロンコス | 3 | -3 | 2:09 | パント | — | — | — | —          | —          |
| 4 | 11:23 | 自陣48 | パッカーズ | 4 | 13 | 1:12 | パント | — | — | — | —          | —          |
| 4 | 10:11 | 自陣18 | ブロンコス | 9 | 43 | 4:46 | パント | — | — | — | —          | —          |
| 4 | 5:25 | 自陣11 | パッカーズ | 3 | -1 | 1:58 | パント | — | — | — | —          | —          |
| 4 | 3:27 | 敵陣49 | ブロンコス | 5 | 49 | 1:42 | タッチダウン（ラン） | 1 | デービス | キック成功 | 24         | 31         |
| 4 | 1:45 | 自陣30 | パッカーズ | 7 | 39 | 1:17 | 第4ダウン失敗 | — | — | — | —          | —          |
| 4 | 0:28 | 自陣31 | ブロンコス | 1 | -1 | 0:28 | 試合終了 | — | — | — | —          | —          |
| P=プレー数、TOP=タイム・オブ・ポゼッション、PAT=ポイント・アフター・タッチダウン。 アメリカンフットボールの用語集 (en) も参照。 | P=プレー数、TOP=タイム・オブ・ポゼッション、PAT=ポイント・アフター・タッチダウン。 アメリカンフットボールの用語集 (en) も参照。 | P=プレー数、TOP=タイム・オブ・ポゼッション、PAT=ポイント・アフター・タッチダウン。 アメリカンフットボールの用語集 (en) も参照。 | P=プレー数、TOP=タイム・オブ・ポゼッション、PAT=ポイント・アフター・タッチダウン。 アメリカンフットボールの用語集 (en) も参照。 | P=プレー数、TOP=タイム・オブ・ポゼッション、PAT=ポイント・アフター・タッチダウン。 アメリカンフットボールの用語集 (en) も参照。 | P=プレー数、TOP=タイム・オブ・ポゼッション、PAT=ポイント・アフター・タッチダウン。 アメリカンフットボールの用語集 (en) も参照。 | P=プレー数、TOP=タイム・オブ・ポゼッション、PAT=ポイント・アフター・タッチダウン。 アメリカンフットボールの用語集 (en) も参照。 | P=プレー数、TOP=タイム・オブ・ポゼッション、PAT=ポイント・アフター・タッチダウン。 アメリカンフットボールの用語集 (en) も参照。 | P=プレー数、TOP=タイム・オブ・ポゼッション、PAT=ポイント・アフター・タッチダウン。 アメリカンフットボールの用語集 (en) も参照。 | P=プレー数、TOP=タイム・オブ・ポゼッション、PAT=ポイント・アフター・タッチダウン。 アメリカンフットボールの用語集 (en) も参照。 | P=プレー数、TOP=タイム・オブ・ポゼッション、PAT=ポイント・アフター・タッチダウン。 アメリカンフットボールの用語集 (en) も参照。 | 24         | 31         |

ファーヴからフリーマンへの13ヤードのタッチダウンパスでパッカーズが7-0と先制した。ブロンコスはデービスのタッチダウンで7-7の同点に追いついた。
その後、ファーヴがロバート・ブルックスを狙ったパスをブラックストンがインターセプト、敵陣45ヤード地点からの攻撃権を得た。エルウェイの1ヤードのタッチダウンランで14-7とリード、さらにパッカーズの攻撃でアトウォーターがブリッツし、ファーヴがボールをファンブル、ニール・スミスがボールを敵陣33ヤード地点でリカバーした。ジェイソン・イーラムが51ヤードのFGを決めて第2Q残り12分21秒、ブロンコスは17-7とリードを広げた。前半残り12秒にチュムラが6ヤードのタッチダウンレシーブをあげた。後半最初のドライブでブロンコスはテレル・デービスがファンブル、第3Q残り11分59秒にライアン・ロングウェルの27ヤードのFGが成功、パッカーズが17-17の同点に追いついた。デービスの2回目のタッチダウンでブロンコスは24-17とリードした。第4Q初めにファーヴがフリーマンへの13ヤードのタッチダウンパスを通して24-24の同点となった。ブロンコスは、FBハワード・グリフィスへの23ヤードのパス、パッカーズの2度の反則で25ヤードを前進、第4Q残り1分45秒にデービスがあげた1ヤードのTDランが決勝点となった。パッカーズの最後の攻撃では第4ダウンにファーヴが投げたパスをモブリーがたたき落として試合は終わった。
テレル・デービスは、偏頭痛に悩まされながら30回のランで157ヤードを走りスーパーボウル史上初めて3タッチダウンランをあげた。ブロンコスディフェンスは、ブリッツを多用し、ファーヴから3回ターンオーバーでボールを奪った。エルウェイは、パス22回中12回成功、123ヤード、タッチダウンなし、WRへのパスはマカフリーへの2回のみであった。
ファーヴは、パス42回中25回成功、3タッチダウン、1インターセプトであったがブロンコスディフェンスの落球でインターセプトとならなかったプレーが少なくとも3回はあった。

## スターティングラインアップ
| グリーンベイ・パッカーズ                   | ポジション | デンバー・ブロンコス                       |
| ------------------------------------------ | ---------- | ------------------------------------------ |
| オフェンス                                 |            |                                            |
| ロバート・ブルックス Robert Brooks         | WR         | エド・マカフリー Ed McCaffrey              |
| ロス・ヴァーバ Ross Verba                  | LT         | ゲイリー・ジマーマン Gary Zimmerman        |
| アーロン・テイラー Aaron Taylor            | LG         | マーク・シュレーレス Mark Schlereth        |
| フランク・ウィンタース Frank Winters       | C          | トム・ネイレン Tom Nalen                   |
| アダム・ティマーマン Adam Timmerman        | RG         | ブライアン・ハビブ Brian Habib             |
| アール・ドットソン Earl Dotson             | RT         | トニー・ジョーンズ Tony Jones              |
| マーク・チュムラ Mark Chmura               | TE         | シャノン・シャープ Shannon Sharpe          |
| アントニオ・フリーマン Antonio Freeman     | WR         | ロッド・スミス Rod Smith                   |
| ブレット・ファーヴ Brett Favre             | QB         | ジョン・エルウェイ John Elway              |
| ドーシー・レーベンス Dorsey Levens         | RB         | テレル・デービス Terrell Davis             |
| ウィリアム・ヘンダーソン William Henderson | FB         | ハワード・グリフィス Howard Griffith       |
| ディフェンス                               |            |                                            |
| レジー・ホワイト Reggie White              | LE         | ニール・スミス Neil Smith                  |
| ギルバート・ブラウン Gilbert Brown         | LDT        | キース・トレイラー Keith Traylor           |
| サンタナ・ドットソン Santana Dotson        | RDT        | マア・タヌバサ Maa Tanuvasa                |
| ゲイブ・ウィルキンス Gabe Wilkins          | RE         | アルフレッド・ウィリアムズ Alfred Williams |
| セス・ジョイナー Seth Joyner               | LOLB       | ジョン・モブリー John Mobley               |
| ベルナルド・ハリス Bernardo Harris         | MLB        | アレン・オルドリッジ Allen Aldridge        |
| ブライアン・ウィリアムズ Brian Williams    | ROLB       | ビル・ロマノウスキー Bill Romanowski       |
| ダグ・エバンズ Doug Evans                  | LCB        | レイ・クロケット Ray Crockett              |
| タイロン・ウィリアムズ Tyrone Williams     | RCB        | ダリエン・ゴードン Darrien Gordon          |
| リロイ・バトラー LeRoy Butler              | SS         | タイロン・ブラクストン Tyrone Braxton      |
| ユージン・ロビンソン Eugene Robinson       | FS         | スティーブ・アトウォーター Steve Atwater   |
| スペシャルチーム                           |            |                                            |
| ライアン・ロングウェル Ryan Longwell       | K          | ジェイソン・イーラム Jason Elam            |
| クレイグ・ヘントリッチ Craig Hentrich      | P          | トム・ルーエン Tom Rouen                   |
| ヘッドコーチ                               |            |                                            |
| マイク・ホルムグレン Mike Holmgren         |            | マイク・シャナハン Mike Shanahan           |

## トーナメント表
|  | |                                     |                                     |                        |                        |                             |                                     |                             |                    |                    |                    |                                      |                                      |                                      |  |  |  |  |
|  | 12月28日 フーリハンズ・スタジアム | 12月28日 フーリハンズ・スタジアム   | 12月28日 フーリハンズ・スタジアム   |                        |                        | 1月4日 ランボー・フィールド | 1月4日 ランボー・フィールド         | 1月4日 ランボー・フィールド |                    |                    |                    |                                      |                                      |                                      |  |  |  |  |
|  | 12月28日 フーリハンズ・スタジアム | 12月28日 フーリハンズ・スタジアム   | 12月28日 フーリハンズ・スタジアム   |                        |                        | 1月4日 ランボー・フィールド | 1月4日 ランボー・フィールド         | 1月4日 ランボー・フィールド |                    |                    |                    |                                      |                                      |                                      |  |  |  |  |
|  | 12月28日 フーリハンズ・スタジアム | 12月28日 フーリハンズ・スタジアム   | 12月28日 フーリハンズ・スタジアム   |                        |                        | 1月4日 ランボー・フィールド | 1月4日 ランボー・フィールド         | 1月4日 ランボー・フィールド |                    |                    |                    |                                      |                                      |                                      |  |  |  |  |
|  | 12月28日 フーリハンズ・スタジアム | 12月28日 フーリハンズ・スタジアム   | 12月28日 フーリハンズ・スタジアム   |                        |                        | 1月4日 ランボー・フィールド | 1月4日 ランボー・フィールド         | 1月4日 ランボー・フィールド |                    |                    |                    |                                      |                                      |                                      |  |  |  |  |
|  | 5 | ライオンズ                          | 10                                  |                        |                        | 1月4日 ランボー・フィールド | 1月4日 ランボー・フィールド         | 1月4日 ランボー・フィールド |                    |                    |                    |                                      |                                      |                                      |  |  |  |  |
|  | 5 | ライオンズ                          | 10                                  | 4                      | バッカニアーズ         | 7                           |                                     |                             |                    |                    |                    |                                      |                                      |                                      |  |  |  |  |
|  | 4 | バッカニアーズ                      | 20                                  | 4                      | バッカニアーズ         | 7                           |                                     |                             | 1月11日 3Comパーク | 1月11日 3Comパーク | 1月11日 3Comパーク |                                      |                                      |                                      |  |  |  |  |
|  | 4 | バッカニアーズ                      | 20                                  | 2                      | パッカーズ             | 21                          |                                     |                             | 1月11日 3Comパーク | 1月11日 3Comパーク | 1月11日 3Comパーク |                                      |                                      |                                      |  |  |  |  |
|  | |                                     |                                     | 2                      | パッカーズ             | 21                          |                                     |                             | 1月11日 3Comパーク | 1月11日 3Comパーク | 1月11日 3Comパーク |                                      |                                      |                                      |  |  |  |  |
|  | NFC |                                     |                                     |                        |                        |                             |                                     |                             | 1月11日 3Comパーク | 1月11日 3Comパーク | 1月11日 3Comパーク |                                      |                                      |                                      |  |  |  |  |
|  | 12月27日 ジャイアンツ・スタジアム | 12月27日 ジャイアンツ・スタジアム   | 12月27日 ジャイアンツ・スタジアム   | 2                      | パッカーズ             | 23                          |                                     |                             |                    |                    |                    |                                      |                                      |                                      |  |  |  |  |
|  | 12月27日 ジャイアンツ・スタジアム | 12月27日 ジャイアンツ・スタジアム   | 12月27日 ジャイアンツ・スタジアム   | 2                      | パッカーズ             | 23                          | 1月3日 3Comパーク                   |                             |                    |                    |                    |                                      |                                      |                                      |  |  |  |  |
|  | 12月27日 ジャイアンツ・スタジアム | 12月27日 ジャイアンツ・スタジアム   | 12月27日 ジャイアンツ・スタジアム   |                        | 1                      | 49ers                       | 10                                  |                             |                    |                    |                    |                                      |                                      |                                      |  |  |  |  |
|  | 12月27日 ジャイアンツ・スタジアム | 12月27日 ジャイアンツ・スタジアム   | 12月27日 ジャイアンツ・スタジアム   |                        | 1                      | 49ers                       | 10                                  |                             |                    |                    |                    |                                      |                                      |                                      |  |  |  |  |
|  | 6 | バイキングス                        | 23                                  | NFC チャンピオンシップ | NFC チャンピオンシップ | NFC チャンピオンシップ      |                                     |                             |                    |                    |                    |                                      |                                      |                                      |  |  |  |  |
|  | 6 | バイキングス                        | 23                                  | NFC チャンピオンシップ | NFC チャンピオンシップ | NFC チャンピオンシップ      | 6                                   | バイキングス                | 22                 |                    |                    |                                      |                                      |                                      |  |  |  |  |
|  | 3 | ジャイアンツ                        | 22                                  | NFC チャンピオンシップ | NFC チャンピオンシップ | NFC チャンピオンシップ      | 6                                   | バイキングス                | 22                 |                    |                    | 1月25日 クアルコム・スタジアム       | 1月25日 クアルコム・スタジアム       | 1月25日 クアルコム・スタジアム       |  |  |  |  |
|  | 3 | ジャイアンツ                        | 22                                  | NFC チャンピオンシップ | NFC チャンピオンシップ | NFC チャンピオンシップ      | 1                                   | 49ers                       | 38                 |                    |                    | 1月25日 クアルコム・スタジアム       | 1月25日 クアルコム・スタジアム       | 1月25日 クアルコム・スタジアム       |  |  |  |  |
|  | ワイルドカード・プレーオフ |                                     |                                     |                        |                        |                             | 1                                   | 49ers                       | 38                 |                    |                    | 1月25日 クアルコム・スタジアム       | 1月25日 クアルコム・スタジアム       | 1月25日 クアルコム・スタジアム       |  |  |  |  |
|  | ディビジョナル・プレーオフ |                                     |                                     |                        |                        |                             |                                     |                             |                    |                    |                    | 1月25日 クアルコム・スタジアム       | 1月25日 クアルコム・スタジアム       | 1月25日 クアルコム・スタジアム       |  |  |  |  |
|  | 12月27日 マイルハイ・スタジアム | 12月27日 マイルハイ・スタジアム     | 12月27日 マイルハイ・スタジアム     | N2                     | パッカーズ             | 24                          |                                     |                             |                    |                    |                    |                                      |                                      |                                      |  |  |  |  |
|  | 12月27日 マイルハイ・スタジアム | 12月27日 マイルハイ・スタジアム     | 12月27日 マイルハイ・スタジアム     | N2                     | パッカーズ             | 24                          | 1月4日 アローヘッド・スタジアム     |                             |                    |                    |                    |                                      |                                      |                                      |  |  |  |  |
|  | 12月27日 マイルハイ・スタジアム | 12月27日 マイルハイ・スタジアム     | 12月27日 マイルハイ・スタジアム     |                        | A4                     | ブロンコス                  | 31                                  |                             |                    |                    |                    |                                      |                                      |                                      |  |  |  |  |
|  | 12月27日 マイルハイ・スタジアム | 12月27日 マイルハイ・スタジアム     | 12月27日 マイルハイ・スタジアム     |                        | A4                     | ブロンコス                  | 31                                  |                             |                    |                    |                    |                                      |                                      |                                      |  |  |  |  |
|  | 5 | ジャガーズ                          | 17                                  | 第32回スーパーボウル   | 第32回スーパーボウル   | 第32回スーパーボウル        |                                     |                             |                    |                    |                    |                                      |                                      |                                      |  |  |  |  |
|  | 5 | ジャガーズ                          | 17                                  | 第32回スーパーボウル   | 第32回スーパーボウル   | 第32回スーパーボウル        | 4                                   | ブロンコス                  | 14                 |                    |                    |                                      |                                      |                                      |  |  |  |  |
|  | 4 | ブロンコス                          | 42                                  | 第32回スーパーボウル   | 第32回スーパーボウル   | 第32回スーパーボウル        | 4                                   | ブロンコス                  | 14                 |                    |                    | 1月11日 スリー・リバース・スタジアム | 1月11日 スリー・リバース・スタジアム | 1月11日 スリー・リバース・スタジアム |  |  |  |  |
|  | 4 | ブロンコス                          | 42                                  | 第32回スーパーボウル   | 第32回スーパーボウル   | 第32回スーパーボウル        | 1                                   | チーフス                    | 10                 |                    |                    | 1月11日 スリー・リバース・スタジアム | 1月11日 スリー・リバース・スタジアム | 1月11日 スリー・リバース・スタジアム |  |  |  |  |
|  | |                                     |                                     |                        |                        |                             | 1                                   | チーフス                    | 10                 |                    |                    | 1月11日 スリー・リバース・スタジアム | 1月11日 スリー・リバース・スタジアム | 1月11日 スリー・リバース・スタジアム |  |  |  |  |
|  | AFC |                                     |                                     |                        |                        |                             |                                     |                             |                    |                    |                    | 1月11日 スリー・リバース・スタジアム | 1月11日 スリー・リバース・スタジアム | 1月11日 スリー・リバース・スタジアム |  |  |  |  |
|  | 12月28日 フォックスボロ・スタジアム | 12月28日 フォックスボロ・スタジアム | 12月28日 フォックスボロ・スタジアム | 4                      | ブロンコス             | 24                          |                                     |                             |                    |                    |                    |                                      |                                      |                                      |  |  |  |  |
|  | 12月28日 フォックスボロ・スタジアム | 12月28日 フォックスボロ・スタジアム | 12月28日 フォックスボロ・スタジアム | 4                      | ブロンコス             | 24                          | 1月3日 スリー・リバース・スタジアム |                             |                    |                    |                    |                                      |                                      |                                      |  |  |  |  |
|  | 12月28日 フォックスボロ・スタジアム | 12月28日 フォックスボロ・スタジアム | 12月28日 フォックスボロ・スタジアム |                        | 2                      | スティーラーズ              | 21                                  |                             |                    |                    |                    |                                      |                                      |                                      |  |  |  |  |
|  | 12月28日 フォックスボロ・スタジアム | 12月28日 フォックスボロ・スタジアム | 12月28日 フォックスボロ・スタジアム |                        | 2                      | スティーラーズ              | 21                                  |                             |                    |                    |                    |                                      |                                      |                                      |  |  |  |  |
|  | 6 | ドルフィンズ                        | 3                                   | AFC チャンピオンシップ | AFC チャンピオンシップ | AFC チャンピオンシップ      |                                     |                             |                    |                    |                    |                                      |                                      |                                      |  |  |  |  |
|  | 6 | ドルフィンズ                        | 3                                   | AFC チャンピオンシップ | AFC チャンピオンシップ | AFC チャンピオンシップ      | 3                                   | ペイトリオッツ              | 6                  |                    |                    |                                      |                                      |                                      |  |  |  |  |
|  | 3 | ペイトリオッツ                      | 17                                  | AFC チャンピオンシップ | AFC チャンピオンシップ | AFC チャンピオンシップ      | 3                                   | ペイトリオッツ              | 6                  |                    |                    |                                      |                                      |                                      |  |  |  |  |
|  | 3 | ペイトリオッツ                      | 17                                  | AFC チャンピオンシップ | AFC チャンピオンシップ | AFC チャンピオンシップ      | 2                                   | スティーラーズ              | 7                  |                    |                    |                                      |                                      |                                      |  |  |  |  |
|  | |                                     |                                     |                        |                        |                             | 2                                   | スティーラーズ              | 7                  |                    |                    |                                      |                                      |                                      |  |  |  |  |
|  | - 対戦カード及びスタジアムはシード順で決定される。 そのラウンドに登場する最上位チームが最下位チームとホームで対戦、残った2チームが上位チームのホームで対戦する。 - スーパーボウル開催地は事前にオーナー会議で決定。 - チーム名の左の数字は、1997年レギュラーシーズンの結果に基づいて決定されたシード順。 - * は延長戦決着 - 日付はアメリカ東部時間 |                                     |                                     |                        |                        |                             |                                     |                             |                    |                    |                    |                                      |                                      |                                      |  |  |  |  |